# Theodoro Henrique Maurer
Theodoro Henrique Maurer (* 13. Mai 1906 in Cosmópolis, São Paulo (Bundesstaat); † 1979 in São Paulo) war ein brasilianischer Romanist und Lusitanist Schweizer Abstammung.

## Leben und Werk
Maurers Eltern wanderten 1898 von Zürich nach Brasilien aus, gingen dann aber vorübergehend in die Vereinigten Staaten, sodass er bis 1911 dort aufwuchs, später in Sumaré. Er studierte am Seminar der Presbyterianischen Kirche Brasiliens und unterrichtete ab 1930 Englisch und Latein in Franca und São Paulo, dann Exegese und Biblische Archäologie an der Theologischen Fakultät der Presbyterianer. Von 1938 bis 1940 studierte er Romanische Philologie an der Universität von São Paulo, lehrte dort und wurde 1944 promoviert mit der Arbeit A morfologia e a sintaxe do genitivo latino. Estudo historic (São Paulo 1948). Von 1945 bis 1946 studierte er mit einem Rockefeller-Stipendium an der Yale University und lehrte anschließend wieder in São Paulo. 1951 habilitierte er sich dort mit der Arbeit O Unidade da România ocidental (São Paulo 1951) und war von 1952 bis zu seiner Emeritierung 1973 ebenda Professor für Romanische Philologie.

## Weitere Werke
- Dois problemas da līngua portuguesa, o infinito pessoal e o pronome se, São Paulo 1951
- Gramática do latim vulgar, Rio de Janeiro 1959
- A democracia integral; o que ela deve ser e como podemos ajudar a construí-la, São Paulo 1960
- O problema do latim vulgar, Rio de Janeiro 1962
- O cooperativismo, uma economia humana, São Paulo 1966
- O infinito flexionado português. Estudo histórico-descritivo, São Paulo 1968